# Denyse Vautrin
Pour les articles homonymes, voir Vautrin.
Denyse Vautrin, est une femme de lettres française, auteure de roman policier.

## Biographie
Elle présente des œuvres lyriques à la radio. En 1971, elle publie son premier roman, On demande l'auteur. Elle écrit deux autres romans policiers avant de se tourner vers une œuvre plus romanesque. Sa série Le Tourbillon des jours est adaptée en 1979 à la télévision sous le titre éponyme.

## Œuvre

### Romans

#### SérieLe Tourbillon des jours
- Les Noces de Corrèze, Éditions Denoël (1976), réédition Hachette, coll. « Club pour vous Hachette » (1978)  (ISBN 2-245-00850-2), réédition J'ai lu no 1009 (1979)  (ISBN 2-277-21009-9)
- L'Heure d'été, Éditions Denoël (1977), réédition Hachette, coll. « Club pour vous Hachette » (1979)  (ISBN 2-245-01198-8), réédition J'ai lu no 1010 (1980)  (ISBN 2-277-21010-2)
- Le Reste de l'âge, Éditions Denoël (1977), réédition Hachette, coll. « Club pour vous Hachette » (1979)  (ISBN 2-245-01197-X), réédition J'ai lu no 1011 (1980)  (ISBN 2-277-21011-0)

#### Autres romans
- On demande l'auteur, Éditions Denoël, coll. « Super Crime-club » no 292 (1971)
- Voyage à forfait, Éditions Denoël, coll. « Super Crime-club » no 317 (1972)
- On ne tue jamais assez, Éditions Denoël, coll. « Super Crime-club » no 338 (1974)
- Mimi Bamboche ou la Jeunesse d'Hortense Schneider, Éditions Denoël (1979), réédition Hachette, coll. « Club pour vous Hachette » (1980)  (ISBN 2-245-01343-3), réédition sous le titre Mimi Bamboche, Rombaldi, coll. « Bibliothèque du temps présent » (1981)  (ISBN 2-231-00492-5)
- La Moisson saccagée, Éditions Denoël (1981), réédition J'ai lu no 1417 (1983)  (ISBN 2-277-21417-5)
- Les Cassettes d'Étienne Marcel, Éditions Denoël (1986)  (ISBN 2-207-23329-4)

## Adaptation
- 1979 : Le Tourbillon des jours, mini-série télévisée française

## Sources
: document utilisé comme source pour la rédaction de cet article.
- Claude Mesplède (dir.), Dictionnaire des littératures policières, vol. 2 : J - Z, Nantes, Joseph K, coll. « Temps noir », 2007, 1086 p. (ISBN 978-2-910-68645-1, OCLC 315873361), p. 946.